# 2 Batalion Budowy Dróg
2 Samodzielny Batalion Budowy Dróg – samodzielny pododdział wojsk drogowych ludowego Wojska Polskiego.
Przeznaczony do budowy i naprawy dróg w strefie przyfrontowej. W działaniach bojowych pełnił także służbę regulacji ruchu oraz kontroli wojskowych pojazdów mechanicznych.
Sformowany w rejonie Sum na podstawie rozkazu dowódcy 1 Armii Polskiej w ZSRR nr 004 z 3 kwietnia 1944. Następnie wcielony do 1 Armii Wojska Polskiego. Rozformowany wraz z 1 Armią WP.

## Obsada personalna
Dowódcy batalionu
- mjr Jerzy Oleszkiewicz

## Skład etatowy
Etat 047/8

Dowództwo i sztab
- 3 kompanie budowy dróg
  - 3 plutony budowy dróg
  - pluton mostowy
- kompania transportowa
  - 2 plutony transportowe